# Tuscaloosa-Raffinerie
Die Tuscaloosa-Raffinerie ist eine US-amerikanische Raffinerie in der Stadt Tuscaloosa im Bundesstaat Alabama. Sie wurde 1946 durch Haroldson Hunt errichtet und wird heute von der Hunt Refining Company betrieben.

## Lage
Die Raffinerie steht westlich des Stadtzentrums von Tuscaloosa, direkt am Ufer des schiffbaren Black Warrior River. Nur wenig flussaufwärts befindet sich der William Bacon Oliver Lock and Dam.

## Geschichte
Im Jahr 1946 wurde die Raffinerie mit einer Tageskapazität von 3500 Barrel in Betrieb genommen. Ziel der Raffineriegründung war es, Bitumen zu produzieren. Eine 20 Millionen US-Dollar Investition 1976 vergrößerte die Raffinerie auf eine Kapazität von 35.000 Barrel pro Tag. Seitdem wird der bei der Entschwefelung der Produkte anfallende Schwefel an die Chemische-Industrie abgegeben. Erneut wurden 1981 60 Millionen US-Dollar in die Raffinerie investiert, um einen Delayed-Koker zu errichten. Der Anschluss an die Colonial Pipeline erfolgte 1984. Zwischen 2008 und 2010 wurde die Raffinerie von 52.000 auf 72.000 Barrel pro Tag erweitert.

## Technische Daten
Es besteht ein Gleisanschluss an das Schienennetz, worüber schwere Rohöle, welche nicht durch Pipelines verschickt werden können, angeliefert werden. In Mobile besteht Anschluss an ein Schiffsterminal, an welchem Rohöle aus dem Golf von Mexiko und Importrohöle angeliefert werden. Auch besteht ein Anschluss an das Colonial-Pipeline-Netz, über das die Produkte der Raffinerie verpumpt werden können.

### Verarbeitungsanlagen
- Atmosphärische Destillation
- Delayed Koker
- Hydrocracker
- Entschwefelungsanlagen
- Reformer